# Área metropolitana de Idaho Falls
El área metropolitana de Idaho Falls, denominada como Área Estadística Metropolitana de Idaho Falls, ID MSA por la Oficina de Administración y Presupuesto, es un Área Estadística Metropolitana centrada en la ciudad Idaho Falls, estado de Idaho, en Estados Unidos.  El área metropolitana tiene una población de 130.374 habitantes según el Censo de 2010, convirtiéndola en la 295.º área metropolitana más poblada del país.

## Composición
Los 2 condados del área metropolitana, junto con su población según los resultados del censo 2010:
- Bonneville– 104.234 habitantes
- Jefferson– 26.140 habitantes

## Área Estadística Metropolitana Combinada
El área metropolitana de Idaho Falls es parte del Área Estadística Metropolitana Combinada de Idaho Falls-Blackfoot, ID CSA junto con el Área Estadística Micropolitana de Blackfoot, ID MSA; totalizando 175.981 habitantes en un área de 13.277 km².

## Comunidades
| - Lugares con más de 50.000 habitantes - Idaho Falls (ciudad principal) - Lugares con 10.000 a 50.000 habitantes - Ammon - Lugares con 1.000 a 10.000 habitantes - Iona - Rigby - Ucon - Lugares con 500 a 1.000 habitantes - Menan - Ririe - Roberts | - Lugares con menos de 500 habitantes - Hamer - Irwin - Lewisville - Mud Lake - Swan Valley - Lugares no incorporados - Osgood |